# Desktop publishing

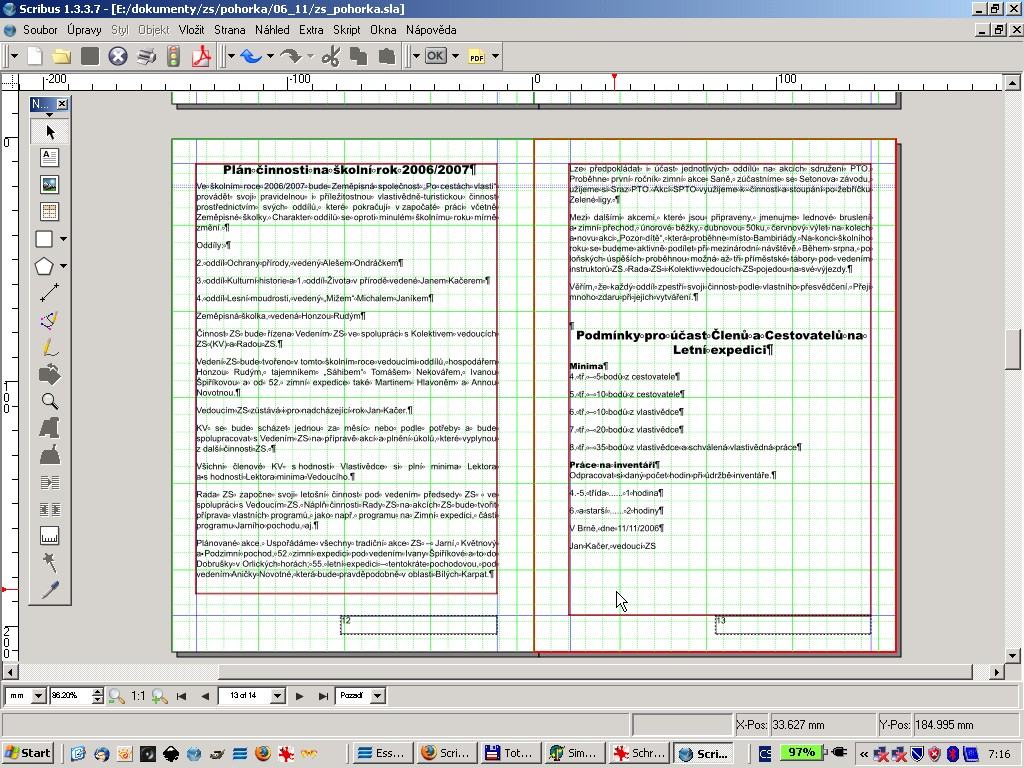
Sazba dokumentu.

Desktop publishing (anglicky doslova stolní publikování, zkráceně DTP) je výraz používaný pro počítačovou sazbu, tedy využití výpočetní techniky pro zpracování textu, obrázků a dalšího grafického materiálu a přípravu výsledné grafické předlohy ve formátu vhodném pro tisk.
Termín DTP se rozšířil v 80. letech 20. století, kdy společnost Aldus uvedla na trh sázecí program PageMaker. Tento program časem doplnily profesionální QuarkXpress, Adobe InDesign, zdarma poskytovaný TeX a jeho pozdější komerční klony a v posledních pár letech také Scribus.
Samotná sazba dokumentu spočívá ve vkládání textů a obrázků na stránku a jejich úpravách. Většina sázecích programů pracuje v režimu WYSIWYG a nabízí celou řadu funkcí, od importu mnoha formátů až po pokročilou přípravu pro tisk.
Aktuální trendy v DTP:
- Dochází k propojování databází a sázecích programů za účelem automatizace přenosu dat do tištěného dokumentu. Vystupuje pod názvem ADTP (Automated Desktop Publishing). Automatizace celou sazbu výrazně zrychluje.
- Zvyšuje se počet pracovišť běžných firem využívajících DTP.
- Zvyšuje se uživatelský komfort a přístupnost nabízených DTP prostředků.
- Vzájemně se prolínají aplikační možnosti klasických textových editorů a DTP prostředků.

Typy uživatelů DTP prostředků:
- uživatelé, kteří disponují výtvarným vzděláním, v problematice dokumentového designu jsou bez hlubší znalosti a dovednosti v informačních technologiích
- uživatelé, kteří jsou znalí informačních technologií, kteří nemají výtvarné cítění.

V poslední době se vzájemně sbližují obě třídy z hlediska schopností a dovedností.
Uživatelé DTP:
- firmy, které se profesionálně zabývají tvorbou podkladů pro polygrafický průmysl
- pracoviště běžných firem, které využívají dle aktuální potřeby DTP prostředky
- jednotliví uživatelé, kteří využívají občasně DTP pro prezentování vlastních aktivit

Technické zabezpečení DTP:
- Hlavním článkem DTP sestavy je počítač, ke kterému jsou připojena odpovídající vstupně výstupní zařízení – např.: skener, tiskárna, tablet, digitální fotoaparát, kamera a další. Vedoucí firma vyrábějící počítače pro oblast DTP – firma Apple, která přišla s řadou počítačů Macintosh. Tuto vedoucí pozici získala především díky jednoduchému, snadno pochopitelnému a intuitivnímu ovládání vlastního operačního systému. Proto k těmto počítačům mohli v devadesátých letech začít přecházet grafici a tehdejší typografové a sazeči bez další znalosti IT. Tím nastal rozmach v předtiskové přípravě a firma Apple si tento segment trhu, vedle zpracování hudby a videa (z podobných důvodů), v 90. letech 20. století naprosto podmanila. Dalším důvodem byla pochopitelně celková filosofie, výkon a koncepce postavená na jazyku PostScript, který dokázal elektronicky interpretovat výstup pro další zpracování na litografie nebo PDF. Po roce 2000 již Apple toto výsadní postavení v segmentu ztrácí na úkor IBM PC, přesto se stále jedná o platformu, která je v oboru nadstandardně rozšířena.